# Fort Allen

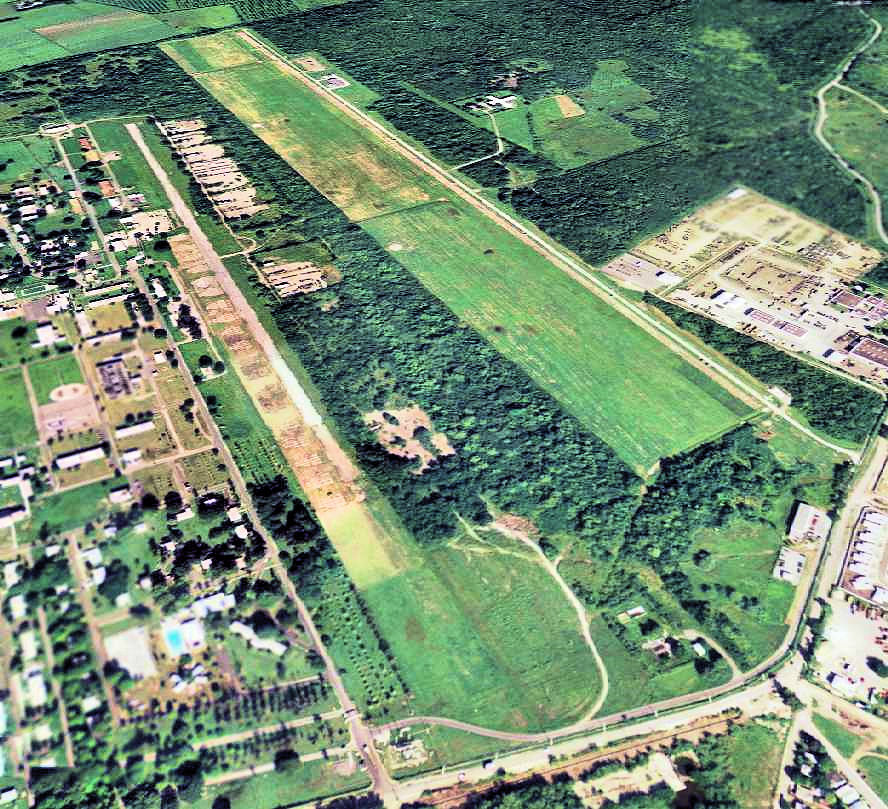
Fort Allen mit Losey Airfield 2004

Fort Allen ist eine Militärbasis der Nationalgarde Puerto Ricos. Die Basis liegt im nichtkorporierten US-amerikanischen Außengebiet Puerto Rico nahe der Stadt Juana Díaz. Die 1941 für das United States Army Air Corps ursprünglich als Losey Army Airfield errichtete Basis wird als Ausbildungsstätte für die Nationalgarde Puerto Ricos und in Puerto Rico stationierten Reserveeinheiten der US-Streitkräfte genutzt. In Fort Allen sind derzeit keine aktiven Einheiten stationiert.

## Geschichte
Das Losey Army Airfield wurde 1941 als Reaktion auf den höheren Truppenbedarf für die bevorstehende Beteiligung am Zweiten Weltkrieg errichtet. Während des Zweiten Weltkriegs waren auf der Basis Bomber- und Jagdverbände stationiert. Ab 1949 wurde die Basis von US-Bodentruppen genutzt und in Camp Losey und ein Jahr später endgültig in Fort Allen umbenannt. 1981 wurde Fort Allen zeitweilig für die Aufnahme haitianischer Flüchtlinge genutzt. 1983 wurde die Basis an die Puerto Rico Army National Guard übergeben. Das 35th Signal Battalion wurde 2007 im Rahmen von Operationen im Krieg gegen den Terror nach Fort Allen verlegt.

## Nutzung
Auf der Basis befindet sich die Puerto Rico Army National Guard Officer Candidate School und die angeschlossene Sprachschule für Rekruten. Ebenfalls betreibt die Nationalgarde dort ein Jugendprojekt für Schulabbrecher. Das Überhorizontradar für die Überwachung Südamerikas ist in Fort Allen untergebracht und 2011 wurde das Fort Allen Armed Forces Reserve Center eröffnet.
Koordinaten: 18° 0′ 25″ N, 66° 30′ 0″ W